# Sugathapala De Silva

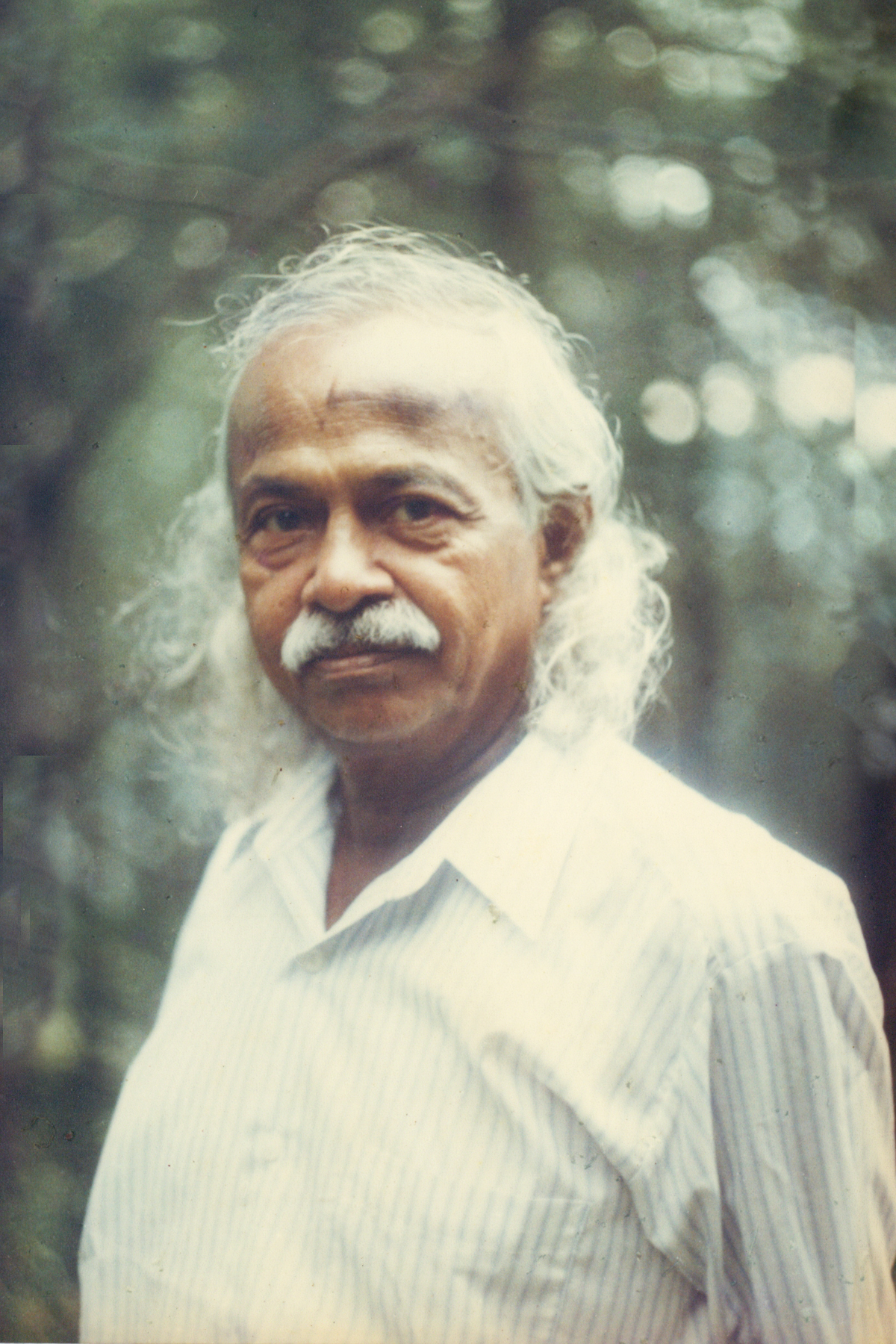
Sugathapala De Silva.

Sugathapala De Silva, född 8 augusti 1928 i Nawalapitiya i Sri Lanka, död 28 oktober 2002, var en lankesisk författare (novellist och dramatiker).
De Silva var son till en köpman och växte upp bland singalesiska, tamilska, och muslimska köpmän. Hans barndoms upplevelser inspirerade honom senare i livet att skriva novellerna Ikbithi Siyalloma Sathutin Jeevathvuha och Esewenam Minisune Me Asaw.